# نيك أندريس
نيك أندريس (بالإنجليزية: Nick Andries)‏ هو مهندس أمريكي، ولد في 19 نوفمبر 1990 في بينيلاس بارك في الولايات المتحدة.

## وصلات خارجية
- الموقع الرسمي
- نيك أندريس على موقع Racing-Reference.info (الإنجليزية)